# 阿莉雅德
阿莉雅德，是台灣卑南族南王部落神話中的織布之神，和朋友瑪萊（Malay）同為世界上最早開始織布的人。

## 身世
阿莉亞德是竹生始祖的直系後代，他的父母是竹生始祖夫妻的長子巴督勞（Padungaw，南王部落第一任頭目）和長女巴雇絲雇絲（Pakuskus），南王部落第三任頭目瑪汀旦（Matingtan）則是她的姊姊，另外還有芭菈雅碧（Paraapi）、芭菈布（Palabu）兩個姊妹。她長大後跟另一位竹生人、同時也是都都烏爾（Totoor/Tudur）氏族的始祖瑪姑姑（Makurkur/Masyusyu）結婚。

## 神話

### 織布與升天
在結婚後沒多久，丈夫瑪姑姑做出了織布機，阿莉雅德便和來自阿拉西斯（Arasis）氏族的朋友瑪萊便初次紡麻，好不容易才織成了布，後來她們為了避免丈夫碰觸到織布機（男性碰觸是禁忌），便爬上剛建好的少年會所、面對著西方織布，一直織了三天，直到在第三天夜晚，她們突然隨著少年會所飛到了Liwaliwad（初鹿部落北方山麓上）。

### 成神
瑪姑姑一早起來發現妻子和少年會所都消失無蹤，認為是神把她們帶走了，因此開始為她們哀悼服喪，但到了兩人消失後的第四天（也就是開始織布的第七天），她們又突然和少年會所回到原處，織布的聲音讓家中的瑪姑姑好奇而出來查看、發現兩人還活著，因此開心的脫下喪福。但到了第二天半夜，持續織布的兩人又和少年會所一起飛到了東方的高空中、在天上一個叫Adaywan的神居所織布。

### 祭司
後來，兩女終於又完成了新的布，並且把它丟到巴沙拉阿特（Pasara'at）氏族家屋的屋頂上，被一個叫德瑪魯外（Demaluway）的人撿到，他因此被族人推舉為祭司，而阿莉雅德和瑪萊則共同被奉為織布之神。而那匹由德瑪魯外撿到的布據說到日治時期時還保存在巴沙拉阿特的家屋裡，由紅、藍、黃三色的線織成，除了祭祀之外禁止拿出來（否則會死），只是已經腐蝕的相當嚴重、僅勉強維持原形。

## 習俗
傳統上南王部落的女性在織布的時候要先對阿莉雅德和她的朋友瑪萊祈禱，也因為她們的神話，族人一向禁止男性碰觸織布機。